# Marie Bouzková
Marie Bouzková (* 21. července 1998 Praha) je česká profesionální tenistka, vítězka juniorské dvouhry na US Open 2014. Ve své dosavadní kariéře vyhrála na okruhu WTA Tour dva singlové turnaje, na Prague Open 2022 a 2025. K nim přidala šest deblových trofejí. V rámci okruhu ITF získala dvanáct titulů ve dvouhře a tři ve čtyřhře.
Na žebříčku WTA byla ve dvouhře nejvýše klasifikována v prosinci 2022 na 24. místě a ve čtyřhře v květnu 2024 na 15. místě. Před travnatou sezónou 2024 ji začal trénovat bývalý pátý hráč světa Jiří Novák a v týmu je i kouč Antonín Bolardt. Ve světovém kombinovaném žebříčku ITF juniorek nejvýše figurovala v prosinci 2014 na 7. místě. 
V ženském tenise na sebe upozornila během kanadského Rogers Cupu 2019, kde na cestě do semifinále vyřadila grandslamové šampionky Sloane Stephensovou, Jeļenu Ostapenkovou a Simonu Halepovou, než podlehla Sereně Williamsové. Premiérové finále na túře WTA si pak zahrála na březnovém Monterrey Open 2020. V tříhodinové bitvě nestačila na světovou sedmičku Svitolinovou. První deblový titul pak získala s Hradeckou na travnatém Birmingham Classic 2021 a singlovou trofej poprvé vybojovala na Livesport Prague Open 2022 po závěrečné výhře nad Potapovovou.
V českém týmu Billie Jean King Cupu debutovala v roce 2023 finálovým turnajem v Seville. Ve dvouhře základní skupiny proti Švýcarsku porazila Viktoriji Golubicovou. Češky zvítězily 3:0 na zápasy. Do listopadu 2025 v soutěži nastoupila ke čtyřem mezistátnímu utkání s bilancí 3–1 ve dvouhře a 0–1 ve čtyřhře.

## Tenisová kariéra

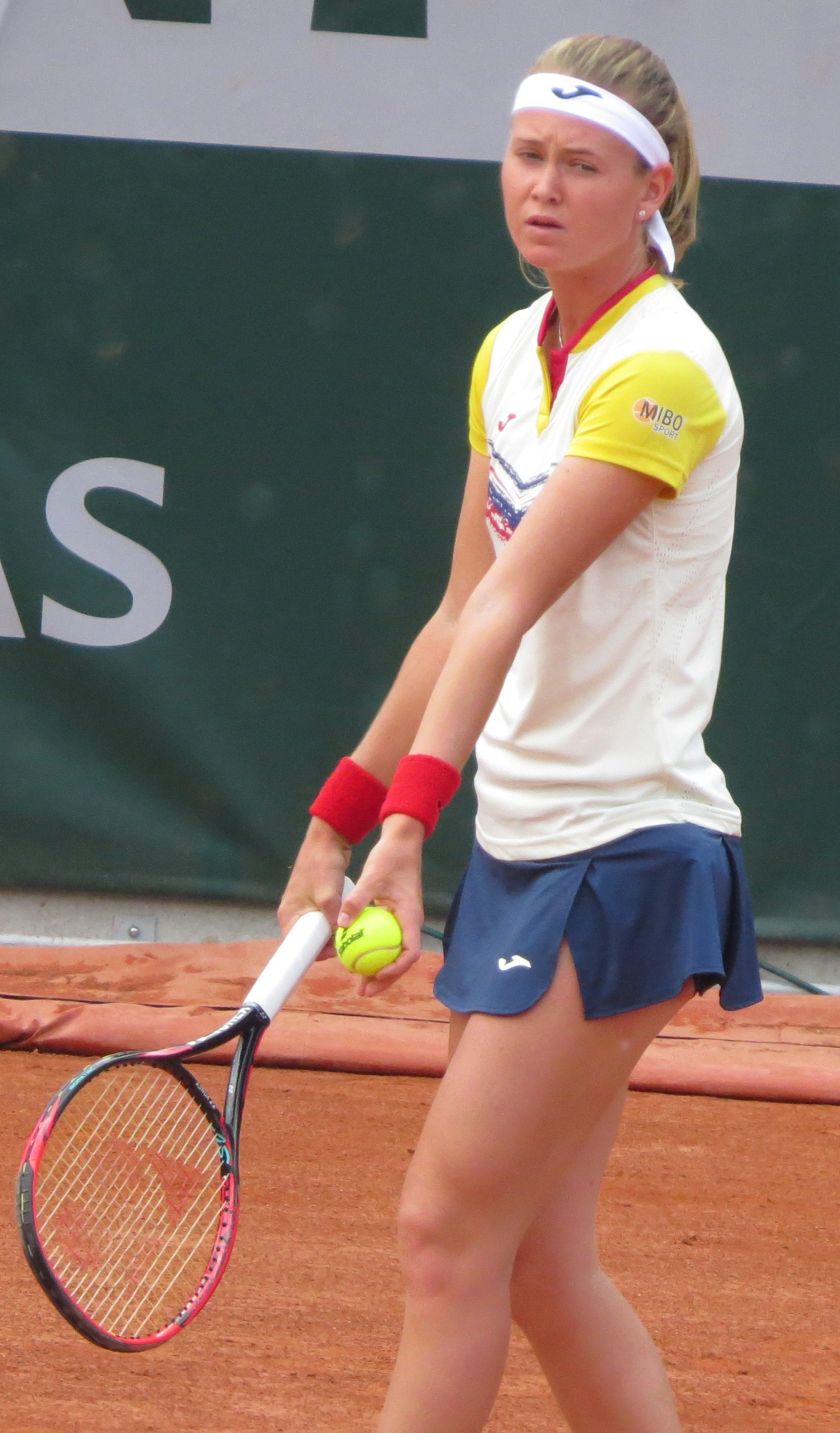
V kvalifikaci French Open 2018

V rámci hlavních soutěží událostí okruhu ITF debutovala v červnu 2013, když na zlínský turnaj s dotací 25 tisíc dolarů obdržela divokou kartu. V úvodním kole skrečovala po jednom odehraném gamu Slovince Nastje Kolarové. Premiérový titul v této úrovni tenisu vybojovala v říjnu 2014 na turnaji s rozpočtem deset tisíc dolarů v jihokarolínském Hilton Head Island. Ve finále přehrála Rusku Natalju Vichljancevovou.
Na okruhu WTA Tour debutovala únorovým Abierto Mexicano Telcel 2015 v Acapulcu, do něhož získala divokou kartu. V prvním kole podlehla bulharské tenistce Sesil Karatančevové. Premiérového vítězného utkání dosáhla na zářijovém Coupe Banque Nationale 2018 v Québecu, kde oplatila porážku Karatančevové. Ve druhé fázi ji však zastavila Američanka Varvara Lepčenková.
Debut v kvalifikaci nejvyšší grandslamové kategorie zaznamenala ve Wimbledonu 2017, kde ve druhém kole podlehla čtvrté nasazené čínské hráčce Ču Lin. Premiéra v hlavní soutěži následovala v ženském singlu US Open 2018 po zvládnuté tříkolové kvalifikaci, v níž na její raketě postupně dohrály Valentyna Ivachněnková, Marta Kosťuková a Georgina Garcíaová Pérezová. V úvodním kole dvouhry však nenašla recept na rumunskou hráčku Anu Bogdanovou po dvousetovém průběhu.
Sezónu 2019 otevřela na Brisbane International postupem přes Australanku Sam Stosurovou, figurující na sedmdesáté čtvrté příčce, a následným vyřazením od světové osmičky Karolíny Plíškové. Do finále postoupila na březnovém Abierto Zapopan ze série WTA 125K v mexické Guadalajaře, v němž nenašla recept na Rusku Veroniku Kuděrmetovovou. V úvodním kole skončila na antukovém J&T Banka Prague Open, kde ji přehrála Němka Antonia Lottnerová. Shodný scénář měla účast na French Open a časné vyřazení od Biancy Andreescuové. Premiérový vyhraný zápas na grandslamu přišel v úvodním kole Wimbledonu. Po vítězství nad devadesátou šestou hráčkou žebříčku Monou Barthelovou, však ukončila její cestu pavoukem třicátá první nasazená Řekyně Maria Sakkariová. Double si odvezla z kazachstánského Nur-Sultanu, kde v červenci ovládla dvouhru i čtyřhru turnaje ITF s dotací 80 tisíc dolarů. Bodový zisk znamenal průlom do elitní světové stovky žebříčku WTA. V jeho vydání z 22. července 2019 se posunula ze 104. na 92. místo.
Svou první US Open Series rozehrála na Silicon Valley Classic 2019 v kalifornském San José. V úvodní fázi vypadla s Američankou Coco Vandewegheovou, postavenou až v sedmé světové stovce. Na kanadský Rogers Cup 2019 přijížděla jako devadesátá první hráčka žebříčku. V předchozí kariéře nikdy nezvítězila ve dvou utkáních WTA za sebou ani nevyhrála nad členkou první světové padesátky, od nichž utržila sedm porážek. Po zvládnuté dvoukolové kvalifikaci v průběhu hlavní části turnaje však vyřadila tři grandslamové šampionky v řadě. Ve druhém kole poprvé zdolala členku elitní světové desítky, osmou v pořadí Sloane Stephensovou. Následně si poradila s Lotyškou Jeļenou Ostapenkovou a ve čtvrtfinále zdolala čerstvou wimbledonskou vítězku Simonu Halepovou. Do utkání s Rumunkou vstoupila vedením gamů 4–0. Po ztrátě úvodní sady rumunská světová čtyřka skrečovala pro bolest Achillovy šlachy. V premiérovém semifinále se utkala se světovou desítkou Serenou Williamsovou, proti níž ztratila v úvodním setu jedinou hru. Američanka poté dovedla utkání do třetí sady, kde si Češka vypracovala tři brejkboly za stavu gemů 1–1. Žádný z nich však nevyužila. Vzápětí přišla sama o servis a následně prohrála i celý zápas. Bodový zisk z turnaje kategorie Premier 5 jí zajistil žebříčkový posun téměř o čtyřicet příček na 53. místo. V prvním kole US Open 2019 proti Australance Ajle Tomljanovićové si vypracovala náskok v poměru gemů 6–1 a 5–2. Utkání však nedovedla k vítězství, když od daného stavu uhrála jen jednu ze zbylých dvanácti her.

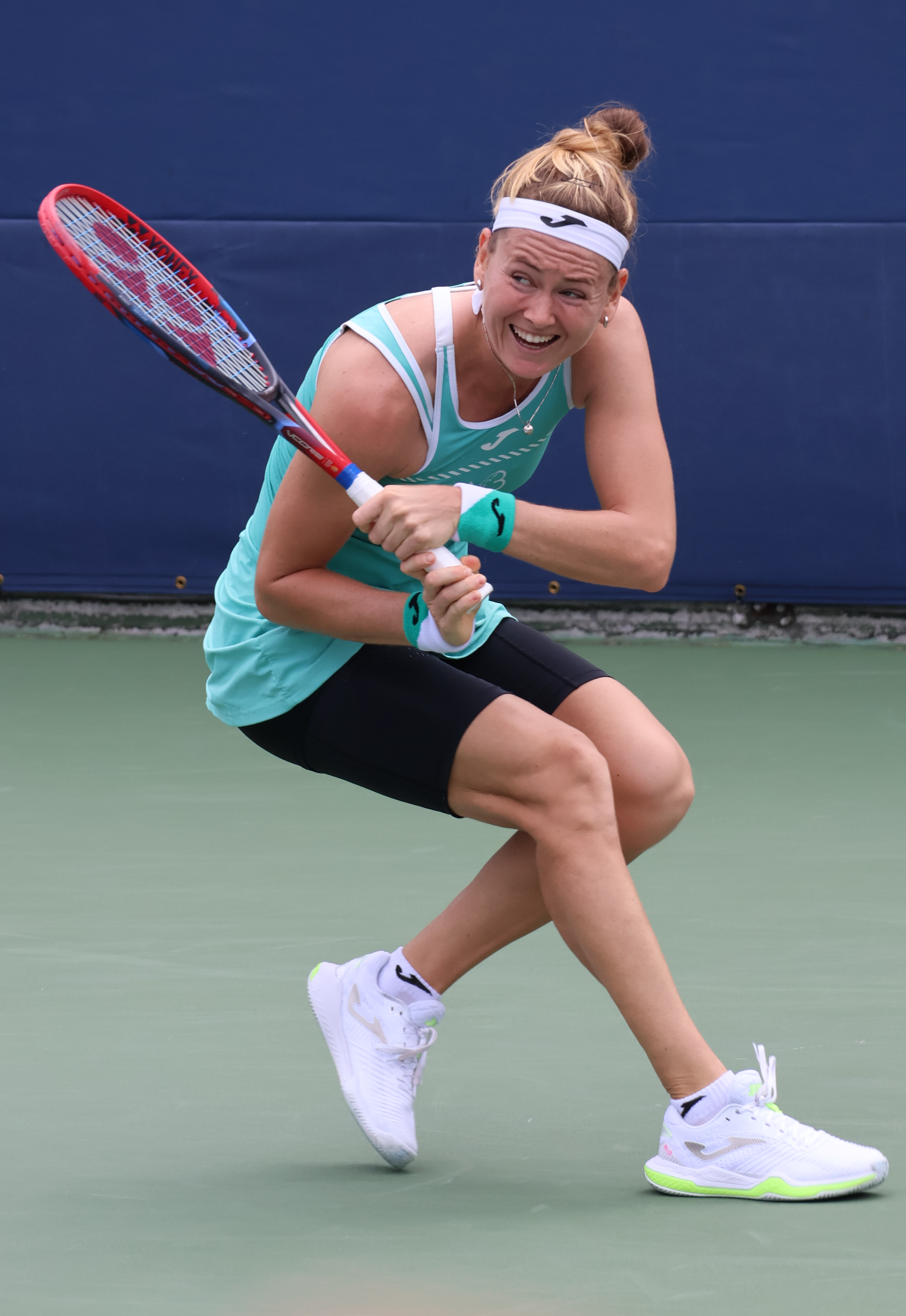
Bekhend na US Open 2023

Do prvního finále na túře WTA se probojovala ve 21 letech na březnovém Monterrey Open 2020, kde na její raketě postupně dohrály Slovenky Kristína Kučová s Annou Karolínou Schmiedlovou, Číňanka Wang Ja-fan a v semifinále britská světová šestnáctka Johanna Kontaová. Do finále prošla bez ztráty setu. V tříhodinové bitvě o titul však podlehla sedmé hráčce žebříčku Elině Svitolinové z Ukrajiny, která tak vyhrála i sedmé finále v kategorii WTA International. Bodový zisk Češku poprvé posunul do elitní světové padesátky, na 47. místo. Semifinálová účast v monterreyské čtyřhře po boku Voráčové také znamenala nové žebříčkové maximum v deblu, když po skončení figurovala na 164. příčce.
Na srpnovém Top Seed Open 2020 v Lexingtonu, hraném po pětiměsíčním přerušení okruhu pro pandemii koronaviru, na úvod vyřadila světovou patnáctku Johannu Kontaovou. Britku během zápasu postihla palpitace. Ve čtvrtfinále pak uhrála jen tři gemy na pozdější americkou šampionku Jennifer Bradyovou z konce první světové padesátky. V páru se Švýcarkou Jil Teichmannovou postoupila do prvního kariérního finále čtyřhry, v němž je zdolal americko-brazilský pár Hayley Carterová a Luisa Stefaniová. Na úvod říjnového BNP Paribas Open 2021 v Indian Wells podlehla italské kvalifikantce Martině Trevisanové po 3 hodinách a 52 minutách. V době konání se jednalo o sedmý nejdelší zápas v ženské otevřené éře, druhý nejdelší v roce 2021 a vůbec nejdelší v kategorii WTA 1000.

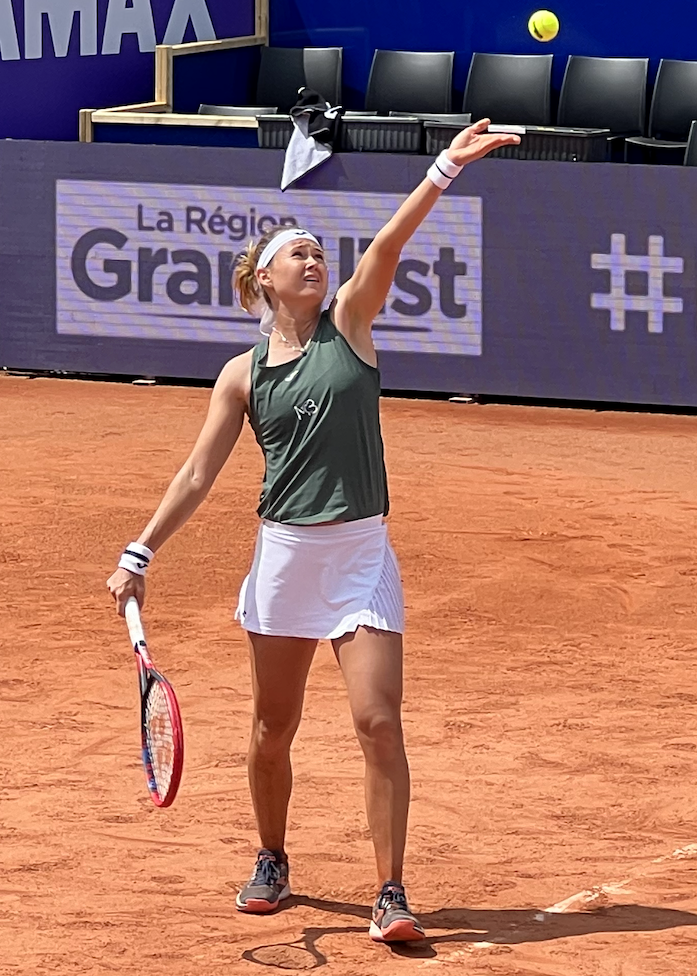
Podání na Internationaux de Strasbourg 2024

Na cestě do svého prvního čtvrtfinále v grandslamové dvouhře vyřadila ve Wimbledonu 2022 tři Američanky v řadě. V prvním kole osmou hráčku žebříčku Danielle Collinsovou ve třech setech, poté ztratila jen tři gamy s Ann Liovou a dalších pět s Alison Riskeovou-Amritrajovou. V osmifinále zdolala silově hrající Francouzku Caroline Garciaovou. Mezi poslední osmičkou nenašla recept na tuniskou světovou dvojku Ons Džabúrovou, přestože získala úvodní set. Ve zbylých dvou však uhrála jen dva gamy. První singlovou trofej na túře WTA si odvezla z červencového Livesport Prague Open 2022, kde startovala jako osmá nasazená. Do finále postoupila přes 17letou krajanku Lindu Noskovou a v závěrečném utkání zdolala ruskou turnajovou sedmičku Anastasiji Potapovovou, s níž ztratila jen tři hry. Turnajem prošla bez ztráty setu. Bodový zisk ji vrátil na kariérní maximum, 46. příčku žebříčku WTA.
Do premiérového semifinále v kategorii WTA 1000 se probojovala na říjnovém Guadalajara Open Akron 2022 poté, co ji v úvodním setu skrečovala Anna Kalinská pro poranění palce na noze. Mezi poslední čtveřicí hráček však i potřetí v kariéře podlehla světové šestce Marii Sakkariové, v zápase jehož druhá sada se kvůli dešti dohrávala až v den finále. Po skončení se poprvé posunula do elitní světové třicítky, na 28. místo žebříčku. V případě zápočtu wimbledonských bodů by zakončila sezónu 2022 na 21. místě. Bez jejich přidělení jí v konečné klasifikaci patřila 26. příčka. Na cestě do prvního singlového finále v úrovni WTA 500, washingtonského Mubadala Citi DC Open 2024, vyřadila Američanky McCartney Kesslerovou, Taylor Townsendovou a Robin Montgomeryovou. Ani v semifinále ji nezastavila nejvýše nasazená Aryna Sabalenková. Potřetí v kariéře tak porazila světovou trojku – svou nejvýše postavenou soupeřku. Z třísetového boje o titul odešla poražena od Španělky Pauly Badosové, figurující v sedmé desítce klasifikace. V následném vydání žebříčku z 5. srpna 2024 se posunula na 36. místo.

## Trenérské vedení
Připravuje se ve floridském Bradentonu, kam se s rodinou v deseti letech přestěhovala. Českou základnou se pro ni stal areál Sparty Praha. V letech 2015–2022 ji vedl Španěl Cristian Requeni, díky čemuž vedle češtiny a angličtiny hovoří také španělsky. Poté spolupracovala s Theodorem Devotym, kterého v roce 2023 nahradil Antonín Bolard, vnuk nehrajícího kapitána vítězného daviscupového týmu z roku 1980, když se původně dohodli na spolupráci do konce sezóny. S Bolardem pokračovala ve spolupráci, ve formě doprovodu na turnajích.
V roce 2024 ji začala koučovat španělská wimbledonská vítězka Conchita Martínezová, bývalá trenérka Plíškové a Muguruzaové. Spolupráci ukončily v březnu téhož roku, po nevýrazných výsledcích Bouzkové. Před travnatou sezónou 2024 se dohodla na koučinku s bývalou světovou pětkou Jiřím Novákem, s nímž již trénovala od třinácti let na Floridě a dojížděla za ním do Prostějova, kde bydlela v jeho domě.

## Finále na okruhu WTA Tour
| Legenda                                          |
| ------------------------------------------------ |
| D – dvouhra; Č – čtyřhra                         |
| Grand Slam (0)                                   |
| Turnaj mistryň (0)                               |
| Premier Mandatory & Premier 5 / WTA 1000 (1–0 Č) |
| Premier / WTA 500 (0–1 D; 0–1 Č)                 |
| International / WTA 250 (2–5 D; 5–2 Č)           |

### Dvouhra: 8 (2–6)
| Stav       | č. | datum             | turnaj                          | kategorie | povrch | soupeřka ve finále    | výsledek                |
| ---------- | -- | ----------------- | ------------------------------- | --------- | ------ | --------------------- | ----------------------- |
| Finalistka | 1. | 8. března 2020    | Monterrey, Mexiko               | WTA 250   | tvrdý  | Elina Svitolinová     | 5–7, 6–4, 4–6           |
| Finalistka | 2. | 19. února 2021    | Melbourne, Austrálie            | WTA 250   | tvrdý  | Darja Kasatkinová     | 6–4, 2–6, 2–6           |
| Finalistka | 3. | 27. února 2022    | Guadalajara, Mexiko             | WTA 250   | tvrdý  | Sloane Stephensová    | 5–7, 6–1, 2–6           |
| Vítězka    | 1. | 31. července 2022 | Praha, Česko                    | WTA 250   | tvrdý  | Anastasija Potapovová | 6–0, 6–3                |
| Finalistka | 4. | 22. října 2023    | Nan-čchang, Čína                | WTA 250   | tvrdý  | Kateřina Siniaková    | 6–1, 6–7(5–7), 6–7(4–7) |
| Finalistka | 5. | 7. dubna 2024     | Bogota, Kolumbie                | WTA 250   | antuka | Camila Osoriová       | 3–6, 6–7(5–7)           |
| Finalistka | 6. | 4. srpna 2024     | Washington, D.C., Spojené státy | WTA 500   | tvrdý  | Paula Badosová        | 1–6, 6–4, 4–6           |
| Vítězka    | 2. | 26. července 2025 | Praha, Česko (2)                | WTA 250   | tvrdý  | Linda Nosková         | 2–6, 6–1, 6–3           |

### Čtyřhra: 9 (6–3)
| Stav       | č. | datum             | turnaj                         | kategorie | povrch     | spoluhráčka              | soupeřky ve finále                       | výsledek              |
| ---------- | -- | ----------------- | ------------------------------ | --------- | ---------- | ------------------------ | ---------------------------------------- | --------------------- |
| Finalistka | 1. | 16. srpna 2020    | Lexington, Spojené státy       | WTA 250   | tvrdý      | Jil Teichmannová         | Hayley Carterová Luisa Stefaniová        | 1–6, 5–7              |
| Finalistka | 2. | 11. dubna 2021    | Charleston, Spojené státy      | WTA 500   | antuka (z) | Lucie Hradecká           | Nicole Melicharová Demi Schuursová       | 2–6, 4–6              |
| Vítězka    | 1. | 20. června 2021   | Birmingham, Velká Británie     | WTA 250   | tráva      | Lucie Hradecká           | Ons Džabúrová Ellen Perezová             | 6–4, 2–6, [10–8]      |
| Vítězka    | 2. | 18. července 2021 | Praha, Česko                   | WTA 250   | tvrdý      | Lucie Hradecká           | Viktória Kužmová Nina Stojanovićová      | 7–6(7–3), 6–4         |
| Vítězka    | 3. | 24. dubna 2022    | Istanbul, Turecko              | WTA 250   | antuka     | Sara Sorribesová Tormová | Natela Dzalamidzeová Kamilla Rachimovová | 6–3, 6–4              |
| Vítězka    | 4. | 8. října 2023     | Peking, Čína                   | WTA 1000  | tvrdý      | Sara Sorribesová Tormová | Čan Chao-čching Giuliana Olmosová        | 3–6, 6–0, [10–4]      |
| Vítězka    | 5. | 15. října 2023    | Soul, Jižní Korea              | WTA 250   | tvrdý      | Bethanie Mattek-Sandsová | Luksika Kumkhumová Peangtarn Plipuečová  | 6–2, 6–1              |
| Finalistka | 3. | 7. ledna 2024     | Auckland, Nový Zéland          | WTA 250   | tvrdý      | Bethanie Mattek-Sandsová | Anna Danilinová Viktória Hrunčáková      | 3–6, 7–6(7–5), [8–10] |
| Vítězka    | 6. | 28. června 2025   | Eastbourne, Spojené království | WTA 250   | tráva      | Anna Danilinová          | Sie Šu-wej Maya Jointová                 | 6–4, 7–5              |

## Finále série WTA 125

### Dvouhra: 1 (0–1)
| Legenda       |
| ------------- |
| WTA 125 (0–1) |

| Stav       | č. | datum           | turnaj              | povrch | soupeřka ve finále     | výsledek |
| ---------- | -- | --------------- | ------------------- | ------ | ---------------------- | -------- |
| Finalistka | 1. | 16. března 2019 | Guadalajara, Mexiko | tvrdý  | Veronika Kuděrmetovová | 2–6, 0–6 |

## Finále na okruhu ITF
| Dotace turnajů okruhu ITF | Dotace turnajů okruhu ITF |
| ------------------------- | ------------------------- |
| 100 000 $ tournaments     | 80 000 $ tournaments      |
| 75 000 $ tournaments      | 60 000 $ tournaments      |
| 50 000 $ tournaments      | 25 000 $ tournaments      |
| 15 000 $ tournaments      | 10 000 $ tournaments      |

### Dvouhra: 16 (12–4)
| Stav       | č.  | datum             | turnaj                            | kategorie | povrch | soupeřka ve finále          | výsledek      |
| ---------- | --- | ----------------- | --------------------------------- | --------- | ------ | --------------------------- | ------------- |
| Vítězka    | 1.  | 5. října 2014     | Hilton Head Island, Spojené státy | 10 000    | antuka | Natalja Vichljancevová      | 7–5, 6–1      |
| Vítězka    | 2.  | 21. června 2015   | Grand-Baie, Mauricius             | 10 000    | tvrdý  | Lou Brouleauová             | 6–3, 6–4      |
| Vítězka    | 3.  | 28. června 2015   | Grand-Baie, Mauricius             | 10 000    | tvrdý  | Jaeda Danielová             | 7–5, 6–2      |
| Vítězka    | 4.  | 5. července 2015  | La Possession, Francie            | 10 000    | tvrdý  | Ilze Hattinghová            | 6–2, 6–3      |
| Finalistka | 1.  | 30. srpna 2015    | Pörtschach, Rakousko              | 10 000    | antuka | Julia Grabherová            | 6–7(5–7), 1–6 |
| Finalistka | 2.  | 16. ledna 2016    | Fort-de-France, Francie           | 10 000    | tvrdý  | Irina Ramialisonová         | 6–7(3–7), 2–6 |
| Vítězka    | 5.  | 23. ledna 2016    | Petit-Bourg, Francie              | 10 000    | tvrdý  | Théo Gravouilová            | 6–4, 6–1      |
| Vítězka    | 6.  | 21. února 2016    | Cuernavaca, Mexiko                | 25 000    | tvrdý  | Lauren Albaneseová          | 0–6, 6–0, 6–1 |
| Vítězka    | 7.  | 15. května 2016   | Monzón, Španělsko                 | 10 000    | tvrdý  | Jessika Ponchetová          | 6–4, 6–4      |
| Vítězka    | 8.  | 12. června 2016   | Puszczykowo, Polsko               | 10 000    | tvrdý  | Valeria Savinychová         | 6–2, 6–0      |
| Vítězka    | 9.  | 19. února 2017    | Perth, Austrálie                  | 25 000    | tvrdý  | Markéta Vondroušová         | 1–6, 6–3, 6–2 |
| Vítězka    | 10. | 12. března 2017   | Orlando, Spojené státy            | 15 000    | antuka | Victoria Rodríguezová       | 7–5, 5–7, 6–0 |
| Finalistka | 3.  | 12. května 2017   | Monzón, Španělsko                 | 25 000    | tvrdý  | Georgina Garcíaová Pérezová | 1–6, 3–6      |
| Finalistka | 4.  | 25. září 2017     | Stillwater, Spojené státy         | 25 000    | tvrdý  | Aleksandra Wozniaková       | 5–7, 4–6      |
| Vítězka    | 11. | 18. března 2018   | Irapuato, Mexiko                  | 25 000    | tvrdý  | Kristína Kučová             | 6–4, 6–0      |
| Vítězka    | 12. | 21. července 2019 | Nur-Sultan, Kazachstán            | 80 000    | tvrdý  | Natalija Kostićová          | 6–3, 6–3      |

### Čtyřhra: 3 (3–0)
| Stav    | č. | datum             | turnaj                 | kategorie | povrch | spoluhráčka             | soupeřky ve finále                 | výsledek              |
| ------- | -- | ----------------- | ---------------------- | --------- | ------ | ----------------------- | ---------------------------------- | --------------------- |
| Vítězka | 1. | 21. června 2015   | Grand-Baie, Mauricius  | 10 000    | tvrdý  | Rosalie van der Hoeková | Ilze Hattinghová Madrie Le Rouxová | 6–3, 7–5              |
| Vítězka | 2. | 14. dubna 2019    | Istanbul, Turecko      | 60 000    | tvrdý  | Rosalie van der Hoeková | Ilona Kremenová Iryna Šymanovičová | 7–5, 6–7(2–7), [10–5] |
| Vítězka | 3. | 21. července 2019 | Nur-Sultan, Kazachstán | 80 000    | tvrdý  | Vivian Heisenová        | Vlada Kovalová Kamilla Rachimovová | 7–6(10–8), 6–1        |

## Finále na juniorském Grand Slamu

### Dvouhra juniorek: 1 (1–0)
| Stav    | rok  | turnaj  | povrch | soupeřka ve finále  | výsledek      |
| ------- | ---- | ------- | ------ | ------------------- | ------------- |
| Vítězka | 2014 | US Open | tvrdý  | Anhelina Kalininová | 6–4, 7–6(7–5) |

### Čtyřhra juniorek: 1 (0–1)
| Stav       | Rok  | Turnaj    | Povrch | Spoluhráčka    | Soupeřky ve finále           | Výsledek      |
| ---------- | ---- | --------- | ------ | -------------- | ---------------------------- | ------------- |
| Finalistka | 2014 | Wimbledon | tráva  | Dalma Gálfiová | Tami Grendeová Jie Čchiou-jü | 2–6, 6–7(5–7) |

## Chronologie výsledků na Grand Slamu

### Ženská dvouhra
| Turnaj          | 2015 | 2016 | 2017 | 2018    | 2019    | 2020    | 2021    | 2022    | 2023    | 2024    | 2025    | SR     | V–P   |
| --------------- | ---- | ---- | ---- | ------- | ------- | ------- | ------- | ------- | ------- | ------- | ------- | ------ | ----- |
| Australian Open | A    | A    | A    | Q3      | Q1      | 1. kolo | 1. kolo | 2. kolo | 1. kolo | 1. kolo | 1. kolo | 0 / 6  | 1–6   |
| French Open     | A    | A    | A    | Q2      | 1. kolo | 1. kolo | 1. kolo | 2. kolo | 1. kolo | 3. kolo | 3. kolo | 0 / 7  | 5–6   |
| Wimbledon       | A    | A    | Q2   | Q2      | 2. kolo | NH      | 1. kolo | ČF      | 4. kolo | 2. kolo | 2. kolo | 0 / 6  | 10–6  |
| US Open         | A    | A    | Q1   | 1. kolo | 1. kolo | 1. kolo | 1. kolo | 2. kolo | 3. kolo | 2. kolo |         | 0 / 7  | 4–7   |
| výhry–prohry    | 0–0  | 0–0  | 0–0  | 0–1     | 1–3     | 0–3     | 0–4     | 7–3     | 5–4     | 4–4     | 3–3     | 0 / 26 | 20–25 |

Vysvětlivky
1. ↑  Bouzková odstoupila z French Open 2022 před 2. kolem. Neodehrané utkání tak nebylo započítáno jako prohraný zápas.

### Ženská čtyřhra
| Turnaj          | 2019 | 2020    | 2021    | 2022    | 2023    | 2024    | 2025    | SR     | V–P   |
| --------------- | ---- | ------- | ------- | ------- | ------- | ------- | ------- | ------ | ----- |
| Australian Open | A    | 1. kolo | 1. kolo | 2. kolo | 2. kolo | 1. kolo | 1. kolo | 0 / 6  | 2–6   |
| French Open     | A    | 2. kolo | 1. kolo | A       | ČF      | 2. kolo | A       | 0 / 4  | 5–4   |
| Wimbledon       | A    | NH      | ČF      | 2. kolo | SF      | 2. kolo |         | 0 / 4  | 9–4   |
| US Open         | A    | A       | ČF      | A       | A       | 3. kolo |         | 0 / 2  | 5–2   |
| výhry–prohry    | 0–0  | 1–2     | 6–4     | 2–2     | 8–3     | 4–4     | 0–1     | 0 / 16 | 21–16 |

| Legenda | Legenda                                   | Legenda | Legenda                     |
| ------- | ----------------------------------------- | ------- | --------------------------- |
| SR      | poměr vyhraných turnajů ku všem odehraným | W–L V–P | výhry–prohry                |
| NH      | daný rok se turnaj nekonal                | A       | turnaje se hráč nezúčastnil |
| 1Q / LQ | prohra v (kole) kvalifikace               | 1k / 1R | prohra v daném kole turnaje |
| QF / ČF | prohra ve čtvrtfinále                     | SF      | prohra v semifinále         |
| F       | prohra ve finále                          | Vítěz   | vítězství v turnaji         |

## Postavení na konečném žebříčku WTA

### Dvouhra
| Rok    | 2013  | 2014   | 2015   | 2016   | 2017   | 2018   | 2019  | 2020  | 2021  | 2022  | 2023  | 2024  |
| Pořadí | 1195. | ▲ 497. | ▲ 378. | ▲ 257. | ▲ 187. | ▲ 142. | ▲ 57. | ▲ 51. | ▼ 89. | ▲ 26. | ▼ 34. | ▼ 43. |

### Čtyřhra
| Rok    | 2013 | 2014 | 2015  | 2016 | 2017 | 2018  | 2019   | 2020   | 2021  | 2022  | 2023  | 2024  |
| Pořadí | –    | –    | 1069. | –    | –    | 1103. | ▲ 214. | ▲ 111. | ▲ 34. | ▼ 73. | ▲ 23. | ▼ 49. |